# Liste der Nummer-eins-Hits in Irland (1988)
Diese Liste enthält alle Nummer-eins-Hits in Irland im Jahr 1988. Es gab in diesem Jahr 29 Nummer-eins-Singles.
| Singles |
| --- |
| - The Pogues feat. Kirsty MacColl – Fairytale of New York - 5 Wochen (12. Dezember 1987 – 15. Januar 1988) - Belinda Carlisle – Heaven Is a Place on Earth - 1 Woche (16. Januar – 22. Januar) - Terence Trent D’Arby – Sign Your Name - 1 Woche (23. Januar – 29. Januar) - Tiffany – I Think We’re Alone Now - 2 Wochen (30. Januar – 12. Februar) - Bros – When Will I Be Famous - 1 Woche (13. Februar – 19. Februar) - Billy Ocean – Get Outta My Dreams, Get into My Car - 1 Woche (20. Februar – 26. Februar) - Kylie Minogue – I Should Be So Lucky - 2 Wochen (27. Februar – 11. März) - Rick Astley – Never Gonna Give You Up - 1 Woche (12. März – 18. März) - Hothouse Flowers – Feet on the Ground - 1 Woche (19. März – 25. März) - Bros – Drop the Boy - 1 Woche (26. März – 1. April) - Tiffany – Could’ve Been - 1 Woche (2. April – 8. April) - Pet Shop Boys – Heart - 3 Wochen (9. April – 29. April) - George Michael – One More Try - 1 Woche (30. April – 6. Mai) - Fairground Attraction – Perfect - 2 Wochen (7. Mai – 20. Mai) - Wet Wet Wet – With a Little Help from My Friends / Billy Bragg with Cara Tivey – She’s Leaving Home - 3 Wochen (21. Mai – 10. Juni) - Irische Fußballnationalmannschaft – The Boys in Green - 4 Wochen (11. Juni – 8. Juli) - Tracy Chapman – Fast Car - 1 Woche (9. Juli – 15. Juli) - Glenn Medeiros – Nothing’s Gonna Change My Love for You - 4 Wochen (16. Juli – 5. August) - Paddy Reilly – Flight of Earls - 1 Woche (6. August – 12. August) - Kylie Minogue – The Loco-Motion - 1 Woche (13. August – 19. August) - Yazz and The Plastic Population – The Only Way Is Up - 2 Wochen (20. August – 2. September) - Brother Beyond – The Harder I Try - 1 Woche (3. September – 9. September) - Phil Collins – A Groovy Kind of Love - 2 Wochen (10. September – 23. September) - U2 – Desire - 4 Wochen (24. September – 21. Oktober) - Enya – Orinoco Flow (Sail Away) - 4 Wochen (22. Oktober – 18. November) - Yazz – Stand Up for Your Love Rights - 1 Woche (19. November – 25. November) - Robin Beck – First Time - 1 Woche (26. November – 2. Dezember) - Chris de Burgh – Missing You - 1 Woche (3. Dezember – 9. Dezember) - Cliff Richard – Mistletoe and Wine - 4 Wochen (10. Dezember 1988 – 4. Januar 1989) |

Siehe auch: Nummer-eins-Hits 1988 in  Australien, Belgien, Dänemark, Deutschland, Finnland, Frankreich, Italien, Japan, Kanada, Neuseeland, den Niederlanden, Norwegen, Österreich, Schweden, der Schweiz, Spanien, den Vereinigten Staaten und im Vereinigten Königreich.